# Skeppsbagge
Skeppsbagge (Nacerdes melanura) är en skalbagge som beskrevs 1758 av Carl von Linné. Arten ingår i släktet Nacerdes och familjen blombaggar. Inga underarter finns listade i Catalogue of Life.

## Utbredning
Skeppsbagge förekommer i alla Nordens länder, i Finland dock endast längs sydkusten, och vidare i Baltikum, Europa, Asien och Nordamerika, främst i kusttrakter och längs större floder. Arten har med drivved och timmertransporter spridits över stora delar av världen.

## Ekologi
Larven utvecklas i fuktig död ved från både barr- och lövträd, främst i drivved vid stränder. Den tål hög salthalt och kan överleva länge i vattendränkt trä. Arten förekommer också i miljöer som hamnar, varv och vattenskadade byggnader, där den ibland uppträder i stort antal inomhus. Vuxna individer är aktiva från april till oktober och besöker blommor.

## Status och hot
Den kategoriseras som sårbar i Finland och livskraftig i Sverige.

## Bildgalleri

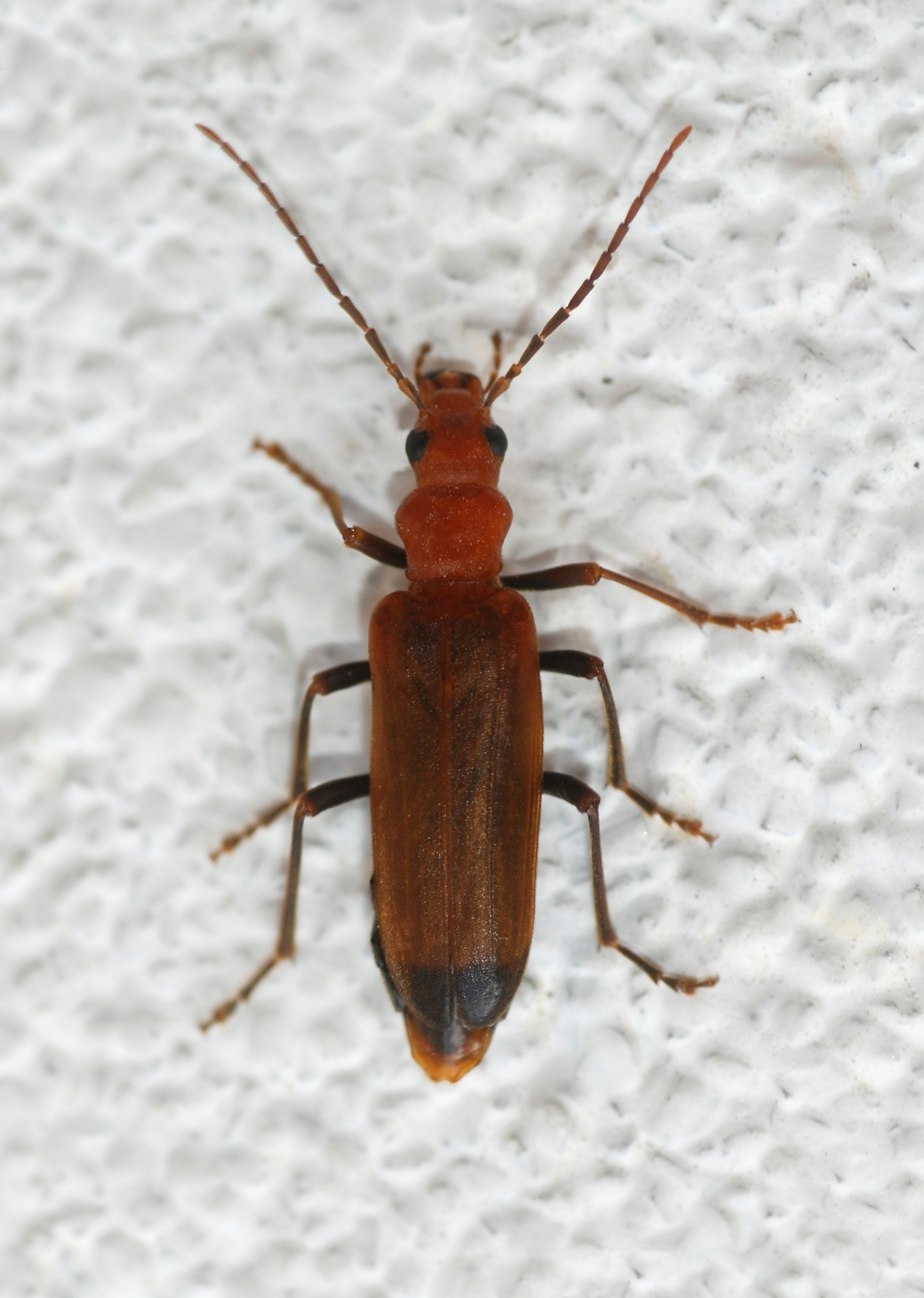
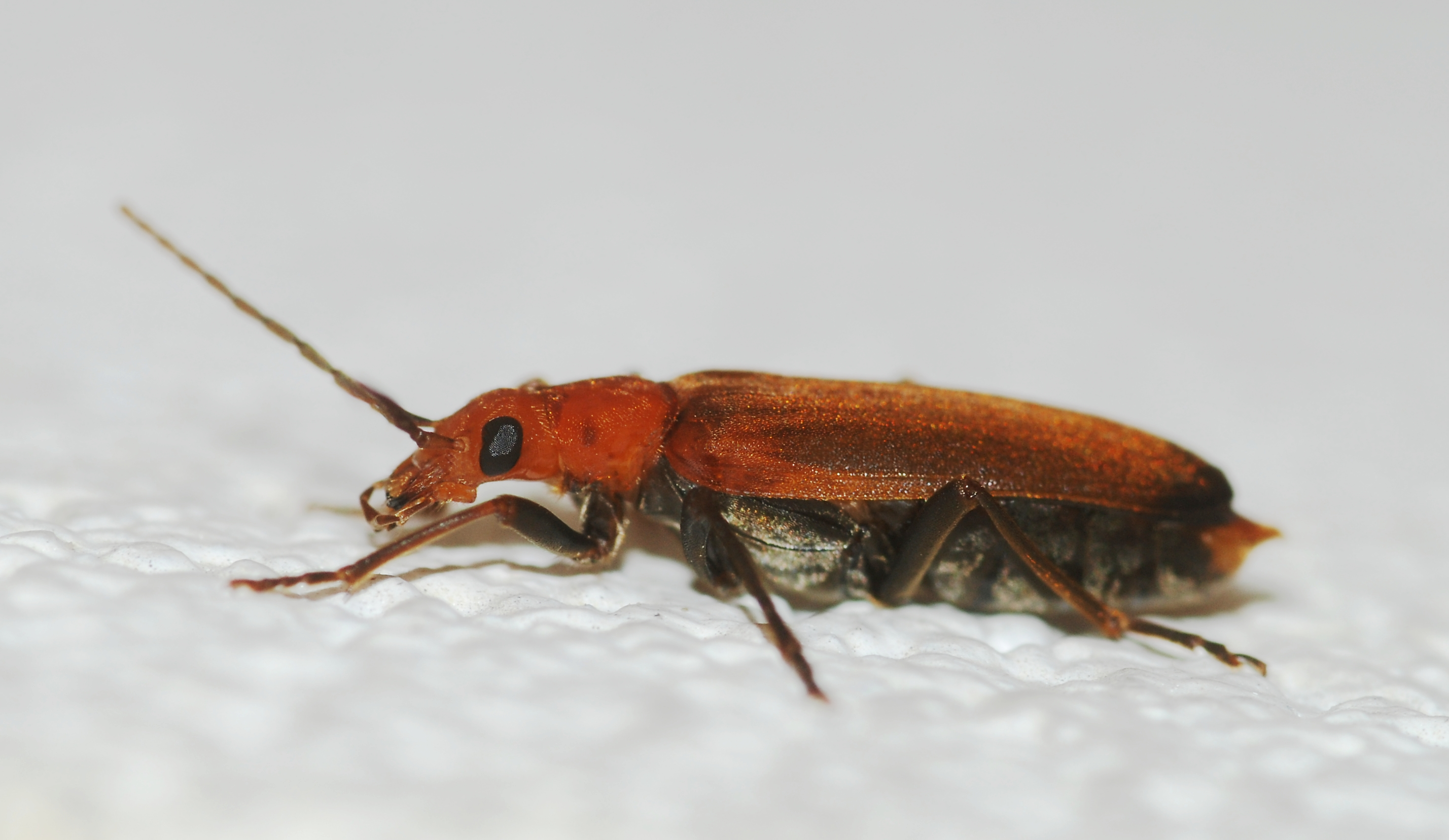
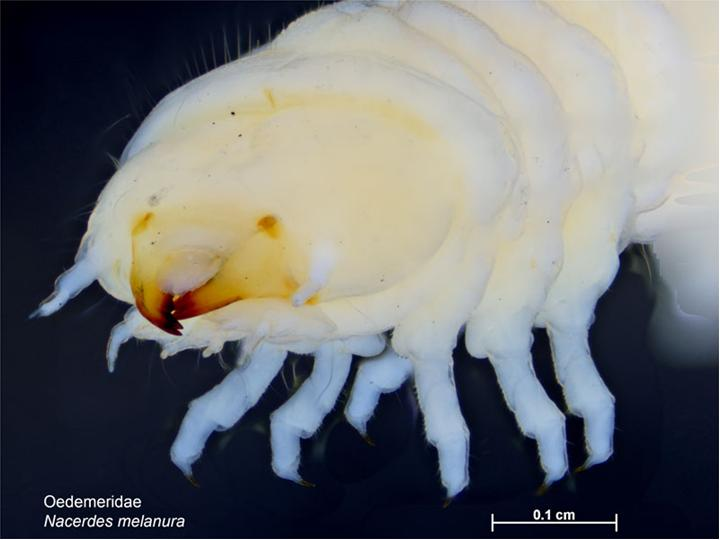